# Akoubounou
Akoubounou este o comună rurală din departamentul Abalak, regiunea Tahoua, Niger, cu o populație de 10.348 de locuitori (2001).